# ديكوتورا

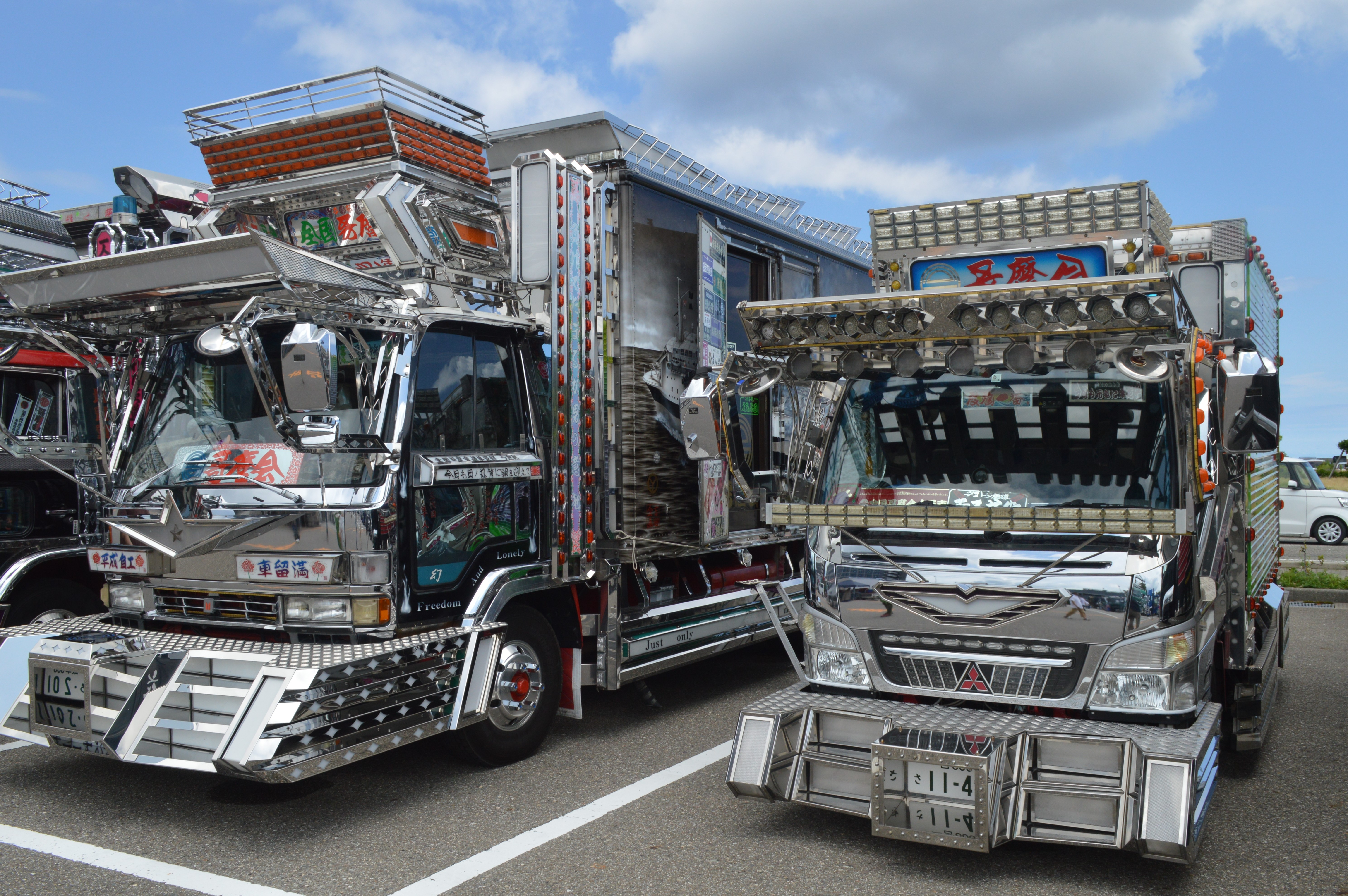
شاحنتين ديكوتورا

شاحنات ديكوتورا (باليابانية: デコトラ) او الشاحنة فنية، هو نوع من التعديل الياباني على الشاحنات، وتعني كلمة ديكوتورا (Decoration Truck) شاحنة مزينة، وتمتاز هذه الشاحنات بأشكالها الملفتة للأنظار، وذلك لاستخدام ملاكها أضواء النيون والكروم بشكل مبالغ فيه، وطلائها برسومات والوان ملفتة وتعديل القمرة لتتناسب مع الشكل الخارجي.  والغرض من هذا التعديل هو للمتعة او للمشاركة بمهرجانات لهواة هذا النوع من التعديل.

## التاريخ

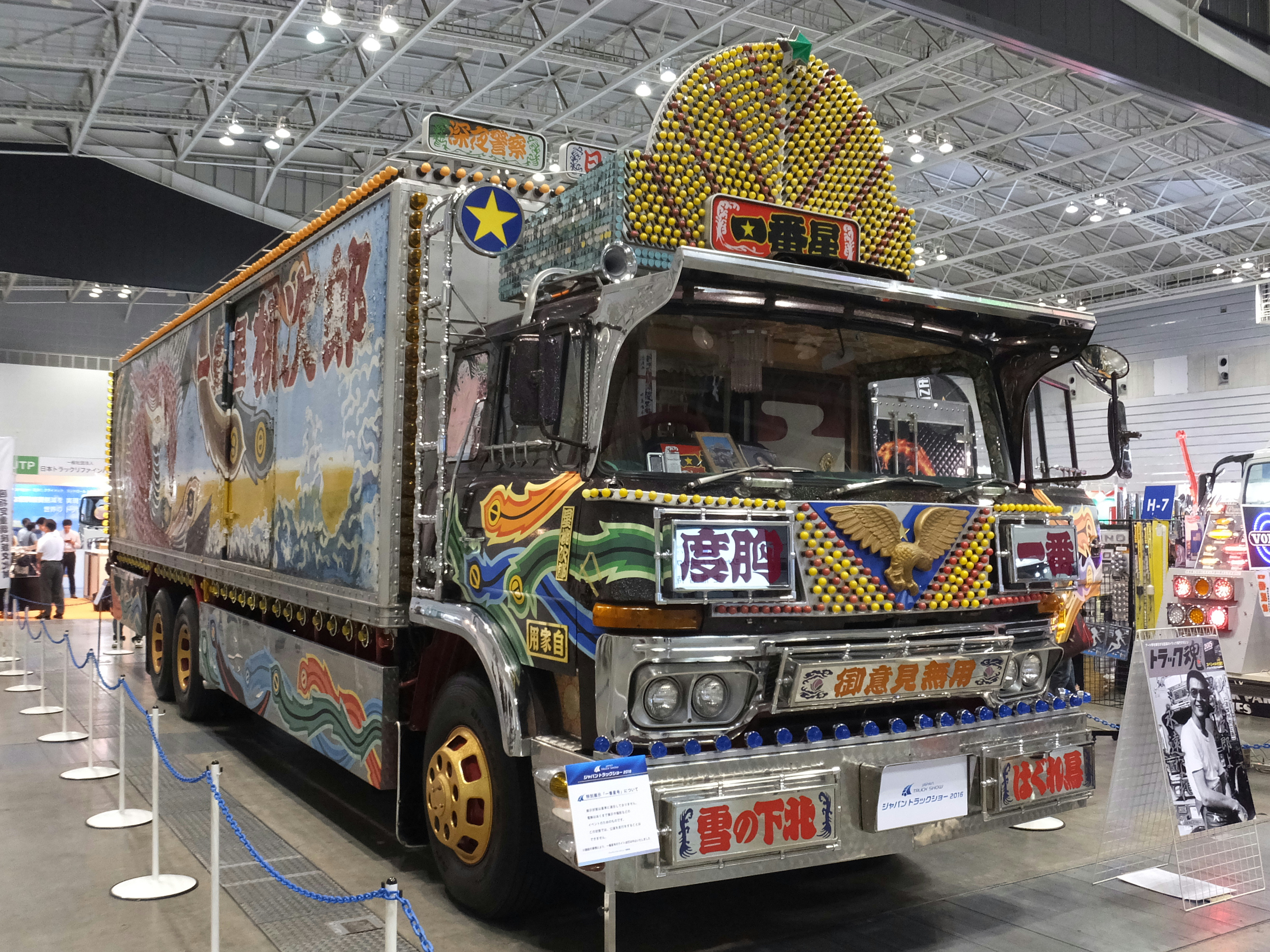
(إيتشيبانبوشي)احد الشاحنات التي ظهرت في فلم (رجال الشاحنات)

في عام 1975، أنتجت شركة Toei أول فلم في سلسلة من 10 أفلام بعنوان Torakkku Yarō (رجال الشاحنات). وقد أظهرت الافلام سائقي الشاحنات المزينة بشكل مبهرج في جميع أنحاء اليابان. وفي حين أن الديكوتورا كانت موجودة في فترة السبعينيات، إلا أنها كانت مقتصرة على شاحنات نقل الصيد الشمال شرقية قبل ظهور الأفلام. في تلك الأيام، لم تكن قطع التعديل متاحة للشاحنات بسهولة، لذلك كان يتم استعمال أجزاء من حافلات نقل سياحية أو مركبات عسكرية أمريكية للتعديل.

## العصر الحالي
منذ أواخر التسعينيات، تأثرت ديكوتورا بشكل كبير بفن Gundam(جاندام). وهنالك تعديلات أخرى أقرب للفن الحديث والتصاميم القديمة التي تشبه إلى حد كبير التصاميم التي ظهرت في الفلم.

## التصاميم
- طراز كانساي
- طراز كانتو
- الطراز القديم